# 長台關楚簡
長台關楚簡是一批在中國河南信陽長台關一号楚国墓葬中發現的竹簡，於1957年3月出土。

## 概要
该批竹简共148枚，著作时间大约在战国中期。从内容来判断，这批竹简可以分为两组。首组119枚，因为出土时遭到践踏，全部遭受损毁，仅470字左右残存，内容是一篇歌颂死者申徒狄生前事迹的短文，可能为《墨子》中的佚文。次组29枚，比较完整，但由于是单行墨书，较为模糊，可辨认957字，内容为随葬物清单。在郭店楚简和上博楚简被发现前，该批竹简为唯一存世的战国期间竹简，有“最早的戰國竹書”之称。
1986年，中国文物出版社出版了《信阳楚墓》一书，书中详细披露了该批竹简的图版和释文。

## 外部連結
- 信阳长台关楚简遣策集释 （页面存档备份，存于）